# Shawn Toovey

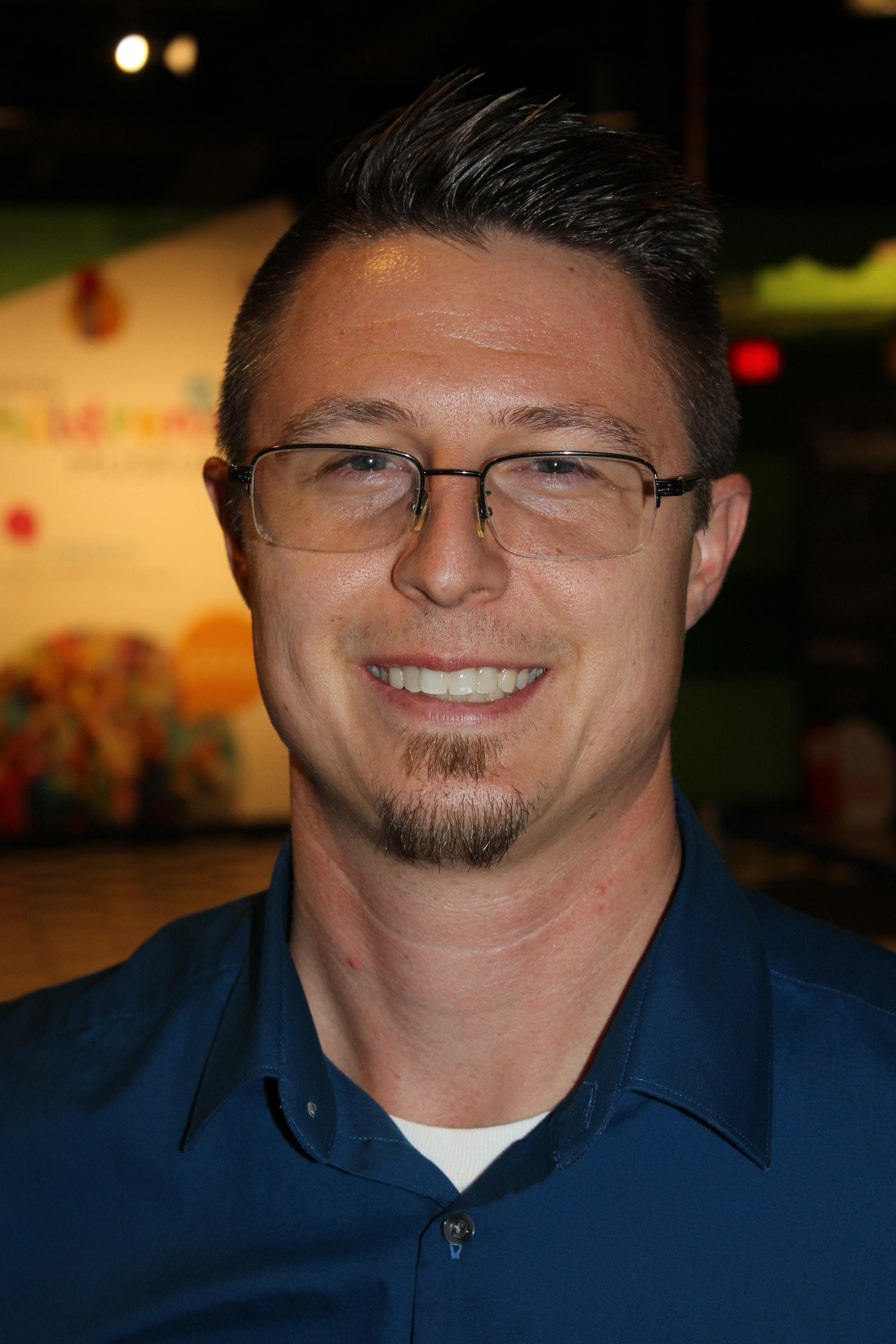
Shawn Toovey, 2017

Shawn Toovey (* 1. März 1983 in Lincoln, Nebraska) ist ein US-amerikanischer Filmschauspieler.

## Leben
Shawn Toovey, dessen Eltern als Trucker arbeiten, stand ab 1991 in kleineren Fernsehfilmen vor der Kamera, unter anderem mit Lesley Ann Warren, Brian Dennehy, Marcia Gay Harden und Chris Cooper als Filmpartner. In American Inferno (Originaltitel: The Fire Next Time) von Tom McLoughlin spielte er 1992 die Rolle des Jake Morgan. Seine bekannteste Rolle war die des Brian Cooper in der Fernsehserie Dr. Quinn – Ärztin aus Leidenschaft, die er von 1993 bis 1998 und in zwei Specials, 1999 und 2001, verkörperte. Viermal wurde Toovey mit dem Young Artist Award ausgezeichnet, drei weitere Male für die Auszeichnung nominiert.
Von August 2001 bis Mai 2005 war Toovey Student an der University of Nebraska, an der er seinen Bachelor in Journalismus und Filmwissenschaft erwarb.
Seit 2007 ist er mit seiner Frau Marianne verheiratet, sie lebten sowohl in Florida als auch in Kalifornien. Im Februar 2009 kam ihre Tochter zur Welt.
Heute (Stand: März 2016) ist Toovey Director of Guest Experience im Children’s Museum von Omaha, Nebraska.